# Harmonia Rosales
Harmonia Rosales (Chicago, 1984) é uma artista norte-americana de ascendência afro-cubana Sua obra reinterpreta pinturas clássicas da Renascença, substituindo as figuras brancas por pessoas negras.
Sua primeira mostra individual, intitulada Black Imaginary to Counter Hegemony, foi exibida na galeria Simard Bilodeau Contemporary de Los Angeles.

## Vida pessoal
Rosales nasceu em Chicago e cresceu em Champaign. Foi incentivada por seus pais a  se interessar por artes visuais. Frequentou a Glenville State College na  Virgínia Ocidental.
Ao crescer, gostava de muitas das pinturas clássicas da Renascença italiana. Sua família era muito tradicional e dizia-lhe de que precisaria um homem que a sustentasse. Quando cresceu, se casou com seu namorado da escola com quem teve uma filha. Após dar-se conta de que a relação não daria certo, se divorciou e ficou praticamente sem nenhuma posse material em seu poder.

## Estilo artístico
Rosales trabalha reinterpretando obras-primas renascentistas, substituindo os temas principais dos quadros por heroínas negras; ela diz que “religião e poder andam de mãos dadas” e os colonizadores têm usado a religião para “manipular e controlar”.

Rosales diz que "fomos acostumados a ter a ideia de Deus como um homem branco." Esta visão dela a fez se sentir excluída deste mundo da arte dominada pela visão eurocêntrica que, por sua vez, é a inspiração de suas pinturas. Rosales assinala que com sua obra espera ser capaz de empoderar pessoas com a arte, mesmo que seja um pequeno grupo de pessoas e dar às mulheres negras "obras de arte que reflitam sua beleza que tem sido ignorada durante tanto tempo".
"Escolhi recriar estas imagens para estimular a pergunta… Por quê? por que seguimos tendo como referente icônico de Deus a imagem masculina branca? Por que a santidade, pureza e poder tem que ser uma imagem feminina branca, com traços europeus, e ainda mais ser o cânone da beleza durante tanto tempo? O que isso ensina  a nossas futuras gerações? Então, que melhor maneira de explicar visualmente isto do que imaginar estas pinturas com as imagens menos representadas na sociedade americana? Uma mulher negra muito escura em seu estado natural e formoso…. Porque todo mundo deve ser visto como igual."

## Pinturas
Uma de suas muitas obras é O nascimento de Oxum, um óleo sobre tela que reimagina a obra de Sandro Botticelli, O nascimento de Vênus, colocando Oxum, a orixá iorubá da fertilidade, sensualidade e prosperidade, numa concha do mar rodeada de anjos negros, em contraste com a pintura de Botticelli, onde uma Vênus branca, a deusa do amor, beleza e fertilidade, está numa concha de mar rodeada de anjos brancos. Nesta pintura, Oxum tem vitiligo, representado por camadas de ouro. Sobre esta pintura, Rosales diz “Tradicionalmente vemos Vênus como essa linda mulher de cabelos esvoaçantes. Meu cabelo nunca esvoaçou, então eu me pergunto por que essa deveria ser uma pintura da mulher mais bonita do mundo? Então eu a mudei e a fiz ter vitiligo porque as imperfeições são lindas". Também diz que criou este trabalho pensando em sua filha para lhe mostrar que as mulheres negras e seu cabelo natural são formosos.
Outra das obras de Rosales foi A criação de Deus, uma obra de arte de 2017, na qual ela recria a Criação de Adão de Michelangelo, retratando tanto a Deus quanto a Adão como mulheres negras.